# 2-й гвардейский стрелковый корпус
2-й гвардейский стрелковый корпус — соединение РККА Вооружённых Сил СССР времён Великой Отечественной войны. Период боевых действий: с 30 января 1942 года по 9 мая 1945 года.

## История
Корпус сформирован по приказу Ставки ВГК № 00138 от 31 декабря 1941 года как 2-й армейский корпус, позднее 2-й стрелковый корпус. Этим же приказом корпусу присвоено наименование «Гвардейский» и командиром корпуса был назначен Герой Советского Союза полковник Лизюков Александр Ильич.

## Состав
Приказом Ставки Верховного Главнокомандования № 00138 от 31.12.1941 г. корпусу предписывалось сформировать до 10 января 1942 г. и иметь в следующем составе:
- 8-я гвардейская стрелковая дивизия,
- 38-я отдельная стрелковая бригада,
- 37-я отдельная стрелковая бригада,
- 75-я морская стрелковая бригада,
- 26-я отдельная курсантская бригада.

По указанию командующего Западным фронтом в состав корпуса включены 212-й, 213-й и 214-й лыжные батальоны. 18 января 1942 года корпусу передана 71-я танковая бригада в составе 10 танков KB, 16 танков Т-34 и 20 танков Т-60. Вошли один гвардейский минометный дивизион в составе 12 установок каждый, один батальон связи, один батальон подвоза, в составе автороты — 150 автомашин и гужроты — 250 саней (повозок). Пункт формирования корпусного управления и район сосредоточения соединений — населённый пункт Нахабино.
Состав корпуса (по состоянию на 1 мая 1945 года):
- 9-я гвардейская стрелковая дивизия;
- 71-я гвардейская стрелковая дивизия;
- 166-я стрелковая дивизия.

Части корпусного подчинения:
- 13-й отдельный гвардейский батальон связи (до 23 сентября 1942 года 982-й отдельный батальон связи);
- 1390-й отдельный сапёрный батальон;
- 293-й отдельный инженерный батальон
- 3-й отдельный гвардейский автогужтранспортный батальон (до 23 сентября 1942 года 3-й отдельный автогужтранспортный батальон);
- 68-я гужтранспортная рота (с 30 января 1942 года — 15 апреля 1942 года);
- 126-я гужтранспортная рота (с 30 января 1942 года- 25 апреля 1942 года);
- 194-я полевая авторемонтная база;
- 1459-я полевая касса Госбанка;
- 44-я военно-почтовая станция.

Периоды вхождения в состав Действующей армии:
- 30 января 1942 года — 9 мая 1945 года.

Перечень № 4 Управлений корпусов, входивших в состав действующей армии в годы Великой Отечественной войны 1941—1945 гг. / Покровский А. П. — М.: Министерство обороны, 1956. — 151 с.

## В действующей армии
- 3 февраля 1942 года в полосе между Старая Русса и р. Ловать корпус вводится в сражение. В первый день наступления он с боями продвинулся к югу на 15 км и вышел на Холмское шоссе, а 15 февраля в районе Холма вошёл в соприкосновение с частями 3-й Ударной армии. Корпус вышел глубоко в тыл демянской группировки противника и отсек таким образом демянскую группировку вражеских войск от его главных сил. В конце февраля соседний 1-й гвардейский стрелковый корпус, наступавший тоже с севера, корпуса, в районе Залучья соединился с 42-й стрелковой бригадой 3-й ударной армии. Образовались внешний и внутренний фронты окружения, с разрывом между ними до 40 км.

В окружении 16-я немецко-фашистская армия находилась более двух месяцев. Однако ликвидировать её советским частям тогда так и не удалось.
- Всю весну и лето 1942 года части корпуса вели тяжёлые бои за город Холм, но так и не смогли его взять.
- С 13.8.1943 г. части корпуса переходят в наступление в районе г. Духовщина. Встретив упорное сопротивление врага, дивизии корпуса переходят к обороне.
- 3.9.1943 г. части корпуса возобновляют наступление и, вклинившись в оборону противника, 8-го сентября закрепляются на рубеже по восточному берегу р. Веленя.
- С 14.9.1943 г. части корпуса выдвигаются вперед и прорывают духовщинскую оборону противника с выходом к р. Царевич.
- С 25.9.1943 г. корпус входит в состав 4-й ударной армии и принимает участие в Невельской операции, которая заканчивается 10.10.1943 г. освобождением города Невель.
- С 9-го по 24-е декабря 1943 г. части корпуса участвуют в Городокской операции.
- В начале марта 1944 г. корпус передается в 6-ю гвардейскую армию и переходит к обороне на рубеже Витебск-Полоцк.
- С 23 июня по 29 августа 1944 года участие в Белорусской стратегической операции.
- 17-18.04.43г. на основании приказа Военного Совета части 2 ГСК были переданы в состав 22 армии, а управление корпуса с корпусными частями и принятыми в свой состав 17 ГСД, 9 ГСД и 91 ГСД на основании приказа Калининского фронта сосредоточились в р-не южнее Торопец и приступили к боевой тренировке войск.
- Гвардейское знамя корпусу вручено 08.09.44г. (приказ 2 ГКС № 0137 от 08.09.44г.).
- Годовой праздник управления корпуса установлен 31 декабря — день формирования.
- В середине 1950-х существовал в составе 11 гв. ОА ПрибВО. Штаб корпуса дислоцировался в Риге, Латвийской ССР. Управление корпуса расформировано 09.06.1956.

## Командование
Командиры
- полковник Лизюков, Александр Ильич (1 января — апрель 1942);
- Чистяков, Иван Михайлович (апрель 1942 — сентябрь 1942);
- врид Бейлин, Вениамин Львович (29 сентября — 24 октября 1942)
- Кутузов, Михаил Павлович (октябрь 1942 — август 1943);
- Белобородов, Афанасий Павлантьевич  (август 1943 — март 1944);
- Ксенофонтов, Александр Сергеевич (июнь — август 1944);
- Баксов Алексей Иванович (21 августа 1944 — декабрь 1945);
- Ручкин, Архип Иванович (декабрь 1945 — 18 января 1946);
- Терёхин, Макар Фомич (19 января 1946 — июнь 1950)[источник не указан 754 дня];
- Ермаков, Аркадий Николаевич (июнь 1950 — 3 сентября 1953);
- Стученко, Андрей Трофимович (3 сентября 1953 — 19 июня 1954);
- Лащенко, Пётр Николаевич (19 июня 1954 — 2 сентября 1955);

Заместители командира
…
- генерал-майор Мохин, Иван Васильевич (февраль 1946 — июль 1946)
- генерал-майор Улитин, Иван Ильич (июль 1946 — май 1947)
- генерал-майор Пронин, Михаил Андреевич (май 1947 — май 1949)

…
Начальники штаба
- Бейлин, Вениамин Львович (май 1942 — сентябрь 1943);
- Гофман, Константин Николаевич (в 1944 году — гвардии полковник)

…
- генерал-майор Кубасов, Алексей Фёдорович (июль 1946 — январь 1947);

…
- полковник Мушта, Андрей Петрович (август 1951 — июль 1953);

…
- генерал-майор Ивановский, Александр Александрович (октябрь 1953 — июль 1956).